# Ericeia sobria
Ericeia sobria là một loài bướm đêm trong họ Erebidae.